# Schistidium amblyophyllum
Schistidium amblyophyllum là một loài Rêu trong họ Grimmiaceae. Loài này được (Müll. Hal.) Ochyra & Hertel mô tả khoa học đầu tiên năm 1990.